# Something About You
Something About You ist ein Song des deutschen Dance-Projekts R.I.O. Er wurde mit der niederländischen Sängerin Liz Kay aufgenommen. Something About You wurde am 12. Februar 2010 als Doppel-Single mit dem Song Watching You als Download-Single veröffentlicht. Sie erreichte keine Chartplatzierung.

## Rezeption
Die Doppel-Single Something About You/Watching You bekam Sowohl gute als auch eher nicht so gute Bewertungen. Die Redaktion der Musikseite Mix 1 gab der Single 6 von 8 Punkten.
„Die neuen R.I.O. Tracks klingen vom Sound ein wenig anders, haben aber dennoch das Protenzial für die wichtigsten DJ-Charts.“, so einer, der Redakteure.

## Mitwirkende
Something About You wurde von Yann Pfeifer und Manuel Reuter komponiert und geschrieben. Das Lied wurde von Yanou und Manian produziert und über ihr eigenes Label Zooland Records als Doppel-Single veröffentlicht. Tony T. und Liz Kay sind die Stimmen des Songs. Instrumental sind es ausschließlich Synthesizerelemente, die von Manian und Yanou stammen.

## Versionen und Remixe
1. Radio Edit – 3:52[4]
2. Extended Mix – 5:45[5]
3. Mondo Remix –	5:16